# Endodothiora sydowiana
Endodothiora sydowiana är en svampart som beskrevs av Petr. 1929. Endodothiora sydowiana ingår i släktet Endodothiora och familjen Dothioraceae.   Inga underarter finns listade i Catalogue of Life.